# Пахад, Эссоп
Эссоп Гулам Пахад (англ. Essop Goolam Pahad; 21 июня 1939, Швейцер-Ренеке, Северо-Западная провинция — 6 июля 2023, Эммарентия, Гаутенг) — южноафриканский политик. Занимал пост министра при президенте с 1999 по 2008 год и был близким союзником Табо Мбеки.

## Биография
Пахад родился в Швейцер-Ренеке в тогдашней провинции Трансвааль. Он был выпускником Университета Витватерсранда (Wits) и Университета Сассекса. Начал свою академическую карьеру со степенью бакалавра гуманитарных наук в области политологии в Wits. В Университете Сассекса он получил степень магистра искусств в области африканской политики, а также докторскую степень по истории. Его диссертация называлась «Развитие индийских политических движений в Южной Африке в 1924–1946 годах». Был братом Азиза Пахада.
Его политическая карьера началась в 1958 году, когда он стал членом Индийского молодежного конгресса Трансвааля. В 1962 году Пахад был арестован за организацию незаконной забастовки после запрета Африканского национального конгресса. В декабре 1964 года Пахад был отправлен в ссылку. Находясь в ссылке, Пахад стал более активно участвовать в АНК и ЮАКП. Он представлял ЮАКП в редакционном совете World Marxist Review.
После всеобщих выборов в Южной Африке в 1994 году Пахад работал парламентским советником тогдашнего вице-президента Табо Мбеки. Он был назначен министром при президенте после всеобщих выборов 1999 года. В 2000 году сообщалось, что на закрытом заседании комитета по управлению АНК Пахад пытался помешать расследованию коррупции в сделке с оружием — обвинение, которое Пахад отверг, несмотря на многочисленные сообщения об обратном.
Пахад также участвовал в сборе 1,55 миллиона рандов от корпоративных спонсоров, чтобы нанять Рональда Суреша Робертса для написания биографии тогдашнего президента Мбеки.
После отставки Мбеки с поста президента Южной Африки в сентябре 2008 года Пахад подал прошение об отставке с поста министра.
Пахад был членом Организационного комитета чемпионата мира по футболу 2010 года, проходившего в Южной Африке, и заявил в 2008 году, что белые южноафриканцы хотели, чтобы это мероприятие провалилось. Независимый опрос, проведенный Советом по исследованиям в области гуманитарных наук (HSRC), показал, что в январе 2010 года белые южноафриканцы на самом деле в целом поддержали это мероприятие.
Пахад был заснят на свадьбе Веги Гупты и Аакаша Джахаджгархии, которая вызвала так называемый скандал с Гуптагейтом в Южной Африке.
Пахад был председателем правления Фонда рукописей Южной Африки / Мали Тимбукту, а также председателем попечительского совета Южноафриканского фонда демократического образования и членом национального исполнительного комитета Африканского национального конгресса. Покинув правительство в 2008 году, Пахад запустил южноафриканский ежемесячный (позже ежеквартальный) журнал под названием The Thinker, который позже был передан Йоханнесбургскому университету в 2019 году.
Пахад умер от рака 6 июля 2023 года в возрасте 84 лет, и на его похоронах присутствовал ряд высокопоставленных деятелей АНК, в том числе исполняющий обязанности президента ЮАР Пол Машатиле. Он был похоронен рядом с Джесси Дуарте и Эбрахимом Эбрахимом.